# Kryopigí (ort i Grekland, Epirus)
Kryopigí är en ort i Grekland.   Den ligger i prefekturen Nomós Prevézis och regionen Epirus, i den centrala delen av landet, 290 km väster om huvudstaden Aten. Kryopigí ligger 467 meter över havet och antalet invånare är 343.
Terrängen runt Kryopigí är huvudsakligen kuperad, men söderut är den platt. Kryopigí ligger uppe på en höjd. Runt Kryopigí är det ganska glesbefolkat, med 26 invånare per kvadratkilometer. Närmaste större samhälle är Filippiáda, 20,0 km öster om Kryopigí. == Kommentarer ==
1. ↑  Framräknat ur variansen i alla höjduppgifter (DEM 3") från Viewfinder Panoramas, inom 10 km radie.[2] Mer om algoritmen finns här: Användare:Lsjbot/Algoritmer.